# Campionati mondiali juniores di sci alpino
I campionati mondiali juniores di sci alpino sono una competizione sportiva a cadenza annuale organizzata dalla Federazione internazionale sci e snowboard in cui si assegnano i titoli mondiali nelle diverse specialità dello sci alpino (discesa libera, supergigante, slalom gigante, slalom speciale, combinata). La prima edizione si è disputata nel marzo 1982 nella località francese Auron.
Sono aperti a tutti gli atleti di età compresa tra i 15 e i 20 anni, anche a quelli che hanno già esordito in Coppa del Mondo. Chi si laurea campione mondiale juniores acquisisce il diritto di partecipare alle finali di Coppa del Mondo di quell'anno.

## Edizioni
- 1982 - Auron, Francia
- 1983 - Sestriere, Italia
- 1984 - Sugarloaf, Stati Uniti
- 1985 - Jasná, Cecoslovacchia (ora Slovacchia)
- 1986 - Bad Kleinkirchheim, Austria
- 1987 - Hemsedal e Sälen, Norvegia e Svezia
- 1988 - Madonna di Campiglio, Italia
- 1989 - Alyeska, Stati Uniti
- 1990 - Zinal, Svizzera
- 1991 - Geilo e Hemsedal, Norvegia
- 1992 - Maribor, Slovenia
- 1993 - Montecampione/Colere, Italia
- 1994 - Lake Placid, Stati Uniti
- 1995 - Voss, Norvegia
- 1996 - Hoch-Ybrig, Svizzera
- 1997 - Schladming, Austria
- 1998 - Megève/Chamonix/Saint-Gervais-les-Bains, Francia
- 1999 - Pra Loup/Le Sauze, Francia
- 2000 - Québec, Canada
- 2001 - Verbier, Svizzera
- 2002 - Tarvisio/Sella Nevea/Ravascletto, Italia
- 2003 - Briançon, Francia
- 2004 - Maribor, Slovenia
- 2005 - Bardonecchia, Italia
- 2006 - Québec, Canada
- 2007 - Altenmarkt-Zauchensee/Flachau, Austria
- 2008 - Formigal, Spagna
- 2009 - Garmisch-Partenkirchen, Germania
- 2010 - Monte Bianco, Francia
- 2011 - Crans-Montana, Svizzera
- 2012 - Roccaraso-Rivisondoli, Italia
- 2013 - Québec, Canada
- 2014 - Jasná, Slovacchia
- 2015 - Hafjell, Norvegia
- 2016 - Soči/Roza Chutor, Russia
- 2017 - Åre, Svezia
- 2018 - Davos, Svizzera
- 2019 - Val di Fassa, Italia
- 2020 - Narvik, Norvegia
- 2021 - Bansko, Bulgaria
- 2022 - Panorama, Canada
- 2023 - Sankt Anton am Arlberg, Austria
- 2024 - Alta Savoia, Francia
- 2025 - Tarvisio, Italia
- 2026 - Narvik, Norvegia

## Medagliere per nazioni

### Generale
| Pos. | Nazione          | Oro | Argento | Bronzo | Totale |
| ---- | ---------------- | --- | ------- | ------ | ------ |
| 1    | Austria          | 107 | 117     | 108    | 332    |
| 2    | Svizzera         | 68  | 73      | 49     | 190    |
| 3    | Italia           | 49  | 44      | 45     | 138    |
| 4    | Norvegia         | 32  | 36      | 32     | 100    |
| 5    | Stati Uniti      | 32  | 25      | 26     | 83     |
| 6    | Francia          | 30  | 20      | 37     | 87     |
| 7    | Germania         | 28  | 34      | 26     | 88     |
| 8    | Svezia           | 28  | 23      | 17     | 68     |
| 9    | Slovenia         | 16  | 13      | 17     | 46     |
| 10   | Canada           | 12  | 11      | 16     | 39     |
| 11   | Jugoslavia       | 7   | 7       | 8      | 22     |
| 12   | Unione Sovietica | 3   | 2       | 4      | 9      |
| 13   | Finlandia        | 2   | 5       | 10     | 17     |
| 14   | Liechtenstein    | 2   | 4       | 1      | 7      |
| 15   | Croazia          | 2   | 3       | 6      | 11     |
| 16   | Cecoslovacchia   | 2   | 3       | 3      | 8      |
| 17   | Rep. Ceca        | 2   | 1       | 4      | 7      |
| 18   | Slovacchia       | 2   | 0       | 1      | 3      |
| 19   | Giappone         | 1   | 2       | 2      | 5      |
| 20   | Albania          | 1   | 0       | 2      | 3      |
| 21   | Bulgaria         | 1   | 0       | 1      | 2      |
| 21   | Nuova Zelanda    | 1   | 0       | 1      | 2      |
| 23   | Lettonia         | 1   | 0       | 0      | 1      |
| 24   | Russia           | 0   | 4       | 4      | 8      |
| 25   | Spagna           | 0   | 2       | 1      | 3      |
| 26   | Regno Unito      | 0   | 1       | 1      | 2      |
| 27   | Belgio           | 0   | 0       | 3      | 3      |
| 28   | Cile             | 0   | 0       | 1      | 1      |

### Uomini
| Pos. | Nazione          | Oro | Argento | Bronzo | Totale |
| ---- | ---------------- | --- | ------- | ------ | ------ |
| 1    | Austria          | 49  | 58      | 47     | 153    |
| 2    | Svizzera         | 34  | 31      | 26     | 91     |
| 3    | Italia           | 26  | 29      | 23     | 78     |
| 4    | Stati Uniti      | 22  | 9       | 10     | 41     |
| 5    | Francia          | 19  | 10      | 19     | 48     |
| 6    | Norvegia         | 18  | 22      | 22     | 62     |
| 7    | Svezia           | 10  | 12      | 10     | 32     |
| 8    | Slovenia         | 8   | 7       | 7      | 22     |
| 9    | Germania         | 6   | 9       | 7      | 22     |
| 10   | Canada           | 5   | 4       | 7      | 16     |
| 11   | Jugoslavia       | 4   | 4       | 5      | 13     |
| 12   | Unione Sovietica | 2   | 0       | 1      | 3      |
| 13   | Finlandia        | 1   | 4       | 4      | 9      |
| 14   | Giappone         | 1   | 2       | 2      | 5      |
| 15   | Croazia          | 1   | 0       | 3      | 4      |
| 16   | Bulgaria         | 1   | 0       | 1      | 2      |
| 16   | Rep. Ceca        | 1   | 0       | 1      | 2      |
| 18   | Russia           | 0   | 4       | 2      | 6      |
| 19   | Cecoslovacchia   | 0   | 1       | 3      | 4      |
| 20   | Regno Unito      | 0   | 1       | 1      | 2      |
| 21   | Spagna           | 0   | 1       | 0      | 1      |
| 22   | Belgio           | 0   | 0       | 2      | 2      |
| 23   | Cile             | 0   | 0       | 1      | 1      |
| 23   | Liechtenstein    | 0   | 0       | 1      | 1      |

### Donne
| Pos. | Nazione          | Oro | Argento | Bronzo | Totale |
| ---- | ---------------- | --- | ------- | ------ | ------ |
| 1    | Austria          | 58  | 56      | 57     | 171    |
| 2    | Svizzera         | 33  | 40      | 21     | 94     |
| 3    | Italia           | 24  | 13      | 22     | 59     |
| 4    | Germania         | 22  | 25      | 17     | 64     |
| 5    | Svezia           | 15  | 8       | 7      | 30     |
| 6    | Norvegia         | 12  | 13      | 9      | 34     |
| 7    | Stati Uniti      | 10  | 15      | 14     | 39     |
| 8    | Francia          | 9   | 9       | 18     | 36     |
| 9    | Slovenia         | 6   | 6       | 10     | 22     |
| 10   | Canada           | 5   | 8       | 7      | 20     |
| 11   | Jugoslavia       | 3   | 3       | 3      | 9      |
| 12   | Liechtenstein    | 2   | 4       | 0      | 6      |
| 13   | Cecoslovacchia   | 2   | 2       | 0      | 4      |
| 14   | Slovacchia       | 2   | 0       | 1      | 3      |
| 15   | Croazia          | 1   | 3       | 3      | 7      |
| 16   | Unione Sovietica | 1   | 2       | 3      | 6      |
| 17   | Finlandia        | 1   | 1       | 6      | 8      |
| 18   | Rep. Ceca        | 1   | 1       | 3      | 5      |
| 19   | Albania          | 1   | 0       | 2      | 3      |
| 20   | Nuova Zelanda    | 1   | 0       | 1      | 2      |
| 21   | Lettonia         | 1   | 0       | 0      | 1      |
| 22   | Spagna           | 0   | 1       | 1      | 2      |
| 23   | Russia           | 0   | 0       | 2      | 2      |

### Misto
| Pos. | Nazione     | Oro | Argento | Bronzo | Totale |
| ---- | ----------- | --- | ------- | ------ | ------ |
| 1    | Svezia      | 3   | 3       | 0      | 6      |
| 2    | Norvegia    | 2   | 1       | 2      | 5      |
| 3    | Canada      | 2   | 0       | 1      | 3      |
| 4    | Francia     | 2   | 0       | 0      | 2      |
| 4    | Slovenia    | 2   | 0       | 0      | 2      |
| 6    | Svizzera    | 1   | 2       | 2      | 5      |
| 7    | Austria     | 0   | 3       | 1      | 4      |
| 8    | Italia      | 0   | 2       | 0      | 2      |
| 9    | Stati Uniti | 0   | 1       | 2      | 3      |
| 10   | Germania    | 0   | 0       | 3      | 3      |
| 11   | Belgio      | 0   | 0       | 1      | 1      |